# Muçum
Muçum är en kommun i Brasilien.   Den ligger i delstaten Rio Grande do Sul, i den södra delen av landet, 1 500 km söder om huvudstaden Brasília. Antalet invånare är 4 791.
I omgivningarna runt Muçum växer i huvudsak städsegrön lövskog. Runt Muçum är det ganska glesbefolkat, med 24 invånare per kvadratkilometer.